# Opus n.° 10
Opus n.º 10 es un álbum de estudio del cantautor, compositor y productor musical venezolano de origen israelí Ilan Chester. Fue publicado por Sonográfica en 1990.

## Lista de canciones
Los temas musicales que componen la producción discográfica son: 
| N.º | Título                   | Duración |  |
| 1.  | «Yo te digo que sí»      | 4:17     |  |
| 2.  | «Palabras del alma»      | 4:07     |  |
| 3.  | «Un querer como el tuyo» | 4:12     |  |
| 4.  | «Contigo»                | 4:01     |  |
| 5.  | «Reconciliación»         | 3:45     |  |
| 6.  | «Sabe a calidad»         | 4:04     |  |
| 7.  | «Roca de sal»            | 4:24     |  |
| 8.  | «No es corazón»          | 5:01     |  |
| 9.  | «Taxi»                   | 4:44     |  |
| 10. | «Para mí no más»         | 4:02     |  |

## Personal
Los músicos que participaron en la grabación son:
- Voz piano y teclados: Ilan Chester
- Teclados adicionales y programacion: Lester Mendez
- Guitarra: Brian Monroney
- Bajo: Alberto Barnet
- Percusión: Nelson Padrón
- Saxo: Ed Calle
- Trompeta: Luis Aquino, John Bailey
- Trombón: David G. Stout
- Cuerdas: Jorge Orbon, Alexander Prilutchi, Alfredo Oliva, Jerry Miller, Mike Quetgles, Arthur Grossman, David Everhart, Bogumila Zgraja, José Montuto, Bob Basso, Phil Lokofsky y Brian Myhr.
- Coros: Rita Quintero, Georgina Cruz, Alberto Barnet, Ron Marinelli, Rafael Alvarez, Carlos Valdejuly,             Magic Moreno, Lester Mendez & Ilan Chester.